# ماتيا إيفانجيليستي
ماتيا إيفانجيليستي (بالإيطالية: Mattia Evangelisti)‏ هو لاعب كرة قدم إيطالي في مركز الوسط، ولد في 3 مايو 1991 في ألاتري في إيطاليا. لعب مع نادي تشيزينا.

## وصلات خارجية
- ماتيا إيفانجيليستي على موقع قاعدة بيانات كرة القدم.إي يو (الإنجليزية)
- ماتيا إيفانجيليستي على موقع Soccerway.com (الإنجليزية)